# G-Unit
G-Unit was een Amerikaanse hiphopgroep, opgericht door 50 Cent. De groep verwierf een grote aanhang in undergroundkringen in New York door, onafhankelijk, verscheidene mixtapes uit te brengen. De oprichter, 50 Cent, zorgde voor een dochterlabel onder Interscope Records, genaamd G-Unit Records, waardoor de groep in de mainstream belandde. Sinds zij onder contract staan bij Interscope Records, hebben bijna alle G-Unit leden een soloalbum uitgebracht.

## Geschiedenis
G-Unit staat voor Gangsta Unit of Guerrilla Unit. G-Unit werd in 2000 opgericht door de Amerikaanse rapper 50 Cent, kort na de beëindiging van zijn contract met de platenmaatschappij Columbia Records. Hij startte deze groep met andere rappers uit Queens, New York. De groep bestond uit 50 Cent, Lloyd Banks, Tony Yayo, Bang 'Em Smurf en Domination. Na een ruzie tussen 50 Cent en Bang 'Em Smurf, zijn Bang 'Em Smurf en Domination uit de groep gestapt. Omdat Tony Yayo vastzat in de gevangenis kwam Nashvillerapper Young Buck bij de groep.
Na de doorbraak van 50 Cent, met zijn contract met Shady/Aftermath en zijn succesvolle debuutalbum Get Rich or Die Tryin', werd hij door Interscope beloond met zijn eigen label G-Unit Records. Onmiddellijk tekende hij Lloyd Banks, Young Buck, Tony Yayo en het viertal samen, dus de rapgroep G-Unit. 50 Cent heeft als soloartiest nooit bij G-Unit Records gezeten, al zijn albums worden uitgebracht onder Shady/Aftermath van Eminem en Dr. Dre.
Op 14 november 2003 kwam het debuutalbum Beg for Mercy van G-Unit uit, met slechts een gering aandeel van Tony Yayo, die op dat moment een gevangenisstraf uitzat wegens illegaal wapenbezit. Het album was een commercieel succes. De wereldwijde verkoop beliep meer dan 4.000.000 platen. Ook de singles "Stunt 101", "Poppin' Them Thangs" en "Wanna Get to Know You" werden bescheiden successen.
In 2004 en 2005 breidde G-Unit Records zich uit met onder andere The Game, Mobb Deep, Olivia, M.O.P. en Spider Loc. Deze artiesten zijn echter nooit lid geweest van de rapgroep G-Unit, maar hadden natuurlijk, zijnde lid van hetzelfde label, veel contact met elkaar.
Na ietwat tegenvallende albums onder G-Unit Records, waaronder Rotten Apple van Lloyd Banks, Blood Money van Mobb Deep, Buck the World van Young Buck en Curtis van 50 Cent. Het nieuwste G-Unit-album Terminate on Sight werd ook een flop. Het kwam op nummer 4 binnen op de Billboard en in de tweede week verkocht het album 65% minder. Aangezien de andere leden van G-Unit Records niet of nauwelijks aanwezig konden zijn, bestaat het album grotendeels uit tracks met alleen 50 Cent, Lloyd Banks en Tony Yayo.
Op 20 februari 2014 maakte Tony Yayo bekend niet langer lid te willen zijn van de groep. Hij is de derde die de groep verlaat en ook hij is negatief over zijn vertrek.
Op 25 april 2014 maakte 50 Cent bekend dat G-Unit na 14 jaar zou stoppen.
Op 1 juni zijn alle oud-leden op The Game na weer herenigd op de Summerjam van 2014, G-Unit kreeg er ook een nieuw lid bij: Kidd Kidd. Dat jaar bracht G-Unit één ep uit, getiteld The Beauty of Independence. Deze ep maakt deel uit van een tweedelige reeks. De tweede ep heet The Beast Is G-Unit.

## Strafrecht
50 Cent en Lloyd Banks werden gearresteerd wegens wapenbezit. Tony Yayo werd ook gearresteerd en werd veroordeeld tot een jaar gevangenisstraf.
Young Buck werd tijdens de Vibe Awards gearresteerd. Een man werd twee keer gestoken, nadat hij Dr. Dre had aangevallen en Young Buck Dr. Dre verdedigd.
Lloyd Banks en Young Buck werden tijdens Eminems tournee Anger Management aangehouden voor wapenbezit tijdens hun verblijf in New York.
Tijdens een videorelease van mederapper Busta Rhymes kregen Tony Yayo en Lloyd Banks ruzie met producer Swizz Beatz. Nadat Tony Yayo en Lloyd Banks abrupt waren vertrokken, vond er een schietpartij plaats, waarbij een van Busta Rhymes' lijfwachten werd doodgeschoten. De New York Police Department probeerde de zaak te onderzoeken, maar beide partijen hielden hun mond dicht.
Lloyd Banks werd gearresteerd na het molesteren van een promotor die weigerde te betalen voor een optreden dat naar eigen zeggen te kort en te slecht was.
Op 24 maart 2006 werd Tony Yayo gearresteerd in verband met het aanvallen van de 14 jaar oude zoon van Jimmy Henchman (de manager van The Game), die een Czar Entertainment T-shirt aan had. Hij had hem tegen de muur geduwd en geslagen.
In 2010 werd G-Unit-rapper Spider Loc opgepakt. Hij riskeerde een celstraf van tien jaar.

## G-Unot
G-Unot is een grootschalige Amerikaanse campagne tegen de rapgroep. Wie de term "G-Unot" verzonnen heeft is niet bekend. Het begon waarschijnlijk bij een groep fans van rapper The Game, die in onder andere Compton T-shirts met het G-Unot symbool begonnen te verkopen. The Game bedankt deze onbekende makers op de zogenaamde dvd Stop Snitchin Stop Lyin, waar The Game zijn versie van de ruzie tussen hem en G-Unit uitlegt. Deze dvd ging meer dan 1.3 miljoen keer over de toonbank.
The Game heeft onder het G-Unot symbool meerdere 'disstracks' tegenover G-Unit uitgebracht. In deze tracks bekritiseert hij een groot deel van leden, waaronder 50 Cent, Olivia, Young Buck, Spider Loc, Lloyd Banks en Tony Yayo.
Alhoewel 50 Cent, de voorman van G-Unit, weinig energie steekt in het tegenhouden van de G-Unot campagne, doen de andere leden volop mee aan de 'rapbattle'. In de videoclip van Mobb Deep en 50 Cent van het lied Outta Control, beide leden van G-Unit, droegen zij, evenals andere medespelers shirts met de term 'Game Over' er op. Dit is een soortgelijke campagne als G-Unot, maar dan gericht tegen The Game.

## Discografie

### Albums
| Album met eventuele hitnotering(en) in de Nederlandse Album Top 100 | Datum van verschijnen | Datum van binnenkomst | Hoogste positie | Aantal weken | Opmerkingen |
| ------------------------------------------------------------------- | --------------------- | --------------------- | --------------- | ------------ | ----------- |
| Beg for mercy                                                       | 14-11-2003            | 23-11-2003            | 38              | 40           |             |
| T*O*S (Terminate on sight)                                          | 01-07-2008            | 05-07-2008            | 65              | 2            |             |

| Album met hitnotering(en) in de Vlaamse Ultratop 200 albums | Datum van verschijnen | Datum van binnenkomst | Hoogste positie | Aantal weken | Opmerkingen |
| ----------------------------------------------------------- | --------------------- | --------------------- | --------------- | ------------ | ----------- |
| Beg for mercy                                               | 2003                  | 29-11-2003            | 31              | 26           |             |
| Tha gangsta mix                                             | 2005                  | 19-03-2005            | 79              | 1            | met 50 Cent |
| T*O*S (Terminate on sight)                                  | 2008                  | 12-07-2008            | 46              | 3            |             |

G-unit bracht ook een aantal mixtapes uit (o.a. Elephant in the sand (disses Fat joe) en de G-unit Radio reeks (25 cd's)

### Singles
| Single met eventuele hitnotering(en) in de Nederlandse Top 40 | Datum van verschijnen | Datum van binnenkomst | Hoogste positie | Aantal weken | Opmerkingen |
| ------------------------------------------------------------- | --------------------- | --------------------- | --------------- | ------------ | ----------- |
| Stunt 101                                                     | 2004                  | 24-01-2004            | tip13           | -            |             |
| Poppin' them thangs                                           | 2004                  | 17-04-2004            | 17              | 7            |             |
| Wanna get to know you                                         | 2004                  | 29-05-2004            | tip2            | -            | met Joe     |

| Single met hitnotering(en) in de Vlaamse Ultratop 50 | Datum van verschijnen | Datum van binnenkomst | Hoogste positie | Aantal weken | Opmerkingen |
| ---------------------------------------------------- | --------------------- | --------------------- | --------------- | ------------ | ----------- |
| Stunt 101                                            | 2004                  | 31-01-2004            | 41              | 2            |             |
| Ride wit U                                           | 2004                  | 03-04-2004            | tip3            | -            | met Joe     |